# Yozgat
Yozgat este un oraș din Turcia. Servește ca centru administrativ atât al provinciei Yozgat, cât și al districtului Yozgat, cu o populație de 92.643 de locuitori în 2022.

## Personalități născute aici
- Gülten Akın (1933 - 2015), poetă;
- İhsan Oktay Anar (n. 1960), scriitor.

## Legături externe
- Yozgat